# Aquapoldro
Aquapoldro is de grootste zwemvereniging in de Nederlandse stad Apeldoorn. De naam staat voor zwemwater in Apeldoorn en is afgeleid van Appoldro (oorspronkelijke naam van Apeldoorn) en Aqua.
Aquapoldro is op 28 april 1993 ontstaan door een fusie van AZC en Zevenhuizen. Binnen Aquapoldro kunnen diverse disciplines uitgeoefend worden: wedstrijdzwemmen, waterpolo, masterzwemmen, triathlon en opleidingen. Momenteel telt Aquapoldro ruim 500 leden. Communicatie met haar leden vindt plaats via de website, nieuwsbrieven per afdeling en via Facebook.

## Accommodaties
Er zijn in Apeldoorn twee overdekte zwembaden waar Aquapoldro haar trainingen en wedstrijden uitoefent: zwembad De Sprenkelaar en zwembad Malkander. Gedurende de zomermaanden wordt ook gebruikgemaakt van het Boschbad (voormalig Kristalbad). Geen van de zwembaden is eigendom van Aquapoldro.

## Waterpolo

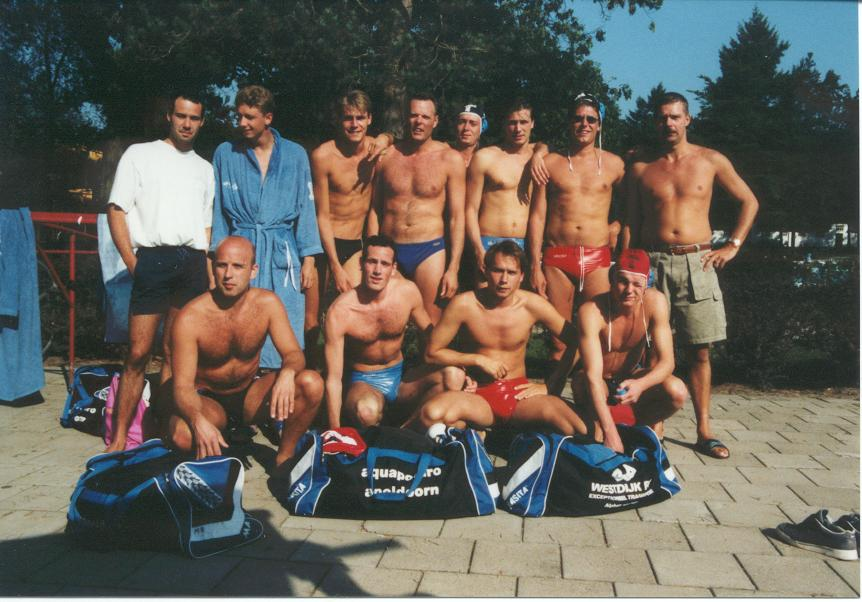
kampioensteam

Waterpolo kan bij Aquapoldro vanaf een leeftijd van zes / zeven jaar worden beoefend. In het seizoen 2010-2011 telde de waterpoloafdeling zo'n 150 waterpolo spelers uitkomend in 13 teams die allemaal deelnemen aan de KNZB waterpolocompetitie.  Het eerste en het tweede van de vijf heren teams van Aquapoldro spelen op bondsniveau in de derde klasse en tweede klasse reserve respectievelijk. De dames zijn in drie teams vertegenwoordigd op districtsniveau, waarvan Dames 1 speelt op eerste klasse districtsniveau.
Hoogtepunt voor de heren was het kampioenschap in het seizoen 1998-1999 (o.l.v. René Scholten) in de tweede klasse bond, waarmee promotie naar de eerste klasse werd afgedwongen. Aquapoldro heeft vijf jaar in de eerste klasse gespeeld.

## Nationaal Waterpolotoernooi

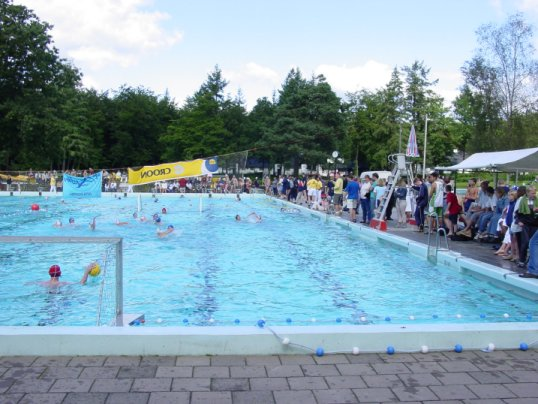
Toernooi in Kristalbad

Sinds begin jaren zeventig is het Apeldoornse Boschbad (tot 2011 het Kristalbad) het toneel voor een groot nationaal waterpolotoernooi. Traditioneel wordt dit toernooi het eerste weekend van september georganiseerd. Teams vanuit heel Nederland uitkomende in diverse competities komen naar Apeldoorn om de laatste voorbereidingen op de naderende competitiestart af te ronden. Zo’n 500 waterpoloërs, begeleiders, coaches en trainers nemen gedurende 48 uur het roer over in het bad. Het toernooi trekt jaarlijks de aandacht van vele toeschouwers. Op 1 september 2018 wordt het toernooi voor de 44e keer georganiseerd.

## Triathlon

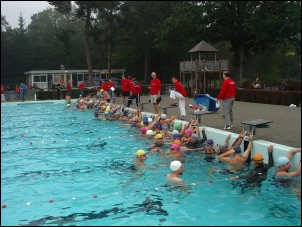
Start Triathlon

Op 29 mei 2002 besloten tien tri-atleten zich als Afdeling Triathlon aan te sluiten bij de zwemvereniging Aquapoldro. Intussen is de afdeling gegroeid tot 100 leden en is zij aangesloten bij de Nederlandse Triathlon Bond (NTB). Ieder jaar organiseert de afdeling een Triathlon die rondom het bosrijke terrein van het Boschbad (voorheen Kristalbad) wordt gehouden. Op 8 september 2018 staat de triathlon voor de 33e keer op het programma.

## Wedstrijdzwemmen
Binnen Aquapoldro zijn zo'n 150 wedstrijdzwemmers actief. Als grootste talent geldt Jurjen Willemsen, die ondanks zijn jonge leeftijd van 15 jaar vrijwel alle clubrecords in handen heeft. Op de Nederlandse Jeugd Kampioenschappen van 2006 behaalde hij 7 gouden en een zilveren medaille. Naast wedstrijden in zwembad de Sprenkelaar is de afdeling initiator van een jaarlijkse Nachtmarathon. Van zaterdagavond 20.00 uur tot zondagochtend 08.00 wordt door diverse teams onafgebroken gezwommen. In december 2005 vond de 13e editie plaats.